# Геррімен (Юта)
Геррімен (англ. Herriman) — місто (англ. city) в США, в окрузі Солт-Лейк штату Юта. Населення — 55 144 особи (2020).

## Географія
Геррімен розташований за координатами 40°29′17″ пн. ш. 112°0′53″ зх. д. / 40.48806° пн. ш. 112.01472° зх. д. (40.487938, -112.014715).  За даними Бюро перепису населення США в 2010 році місто мало площу 52,49 км², уся площа — суходіл. В 2017 році площа становила 55,87 км², уся площа — суходіл.

## Демографія
Згідно з переписом 2010 року, у місті мешкало 21 785 осіб у 5542 домогосподарствах у складі 5022 родин. Густота населення становила 415 осіб/км².  Було 6022 помешкання (115/км²).
Расовий склад населення:
| - 93,3 % — білих - 1,3 % — азіатів - 0,6 % — чорних або афроамериканців - 0,5 % — вихідців з тихоокеанських островів - 0,3 % — корінних американців - 1,8 % — осіб інших рас |

До двох чи більше рас належало 2,3 %. Частка іспаномовних становила 6,2 % від усіх жителів.
За віковим діапазоном населення розподілялося таким чином: 44,1 % — особи молодші 18 років, 53,3 % — особи у віці 18—64 років, 2,6 % — особи у віці 65 років та старші. Медіана віку мешканця становила 24,7 року. На 100 осіб жіночої статі у місті припадало 102,3 чоловіків;  на 100 жінок у віці від 18 років та старших — 99,0 чоловіків також старших 18 років.
Середній дохід на одне домашнє господарство  становив 89 468 доларів США (медіана — 76 908), а середній дохід на одну сім'ю — 91 960 доларів (медіана — 80 850). Медіана доходів становила 60 738 доларів для чоловіків та 40 176 доларів для жінок. За межею бідності перебувало 7,7 % осіб, у тому числі 8,9 % дітей у віці до 18 років та 0,0 % осіб у віці 65 років та старших.
Цивільне працевлаштоване населення становило 10 840 осіб. Основні галузі зайнятості: освіта, охорона здоров'я та соціальна допомога — 19,0 %, науковці, спеціалісти, менеджери — 12,8 %, будівництво — 10,0 %, роздрібна торгівля — 9,1 %.